# Darius I

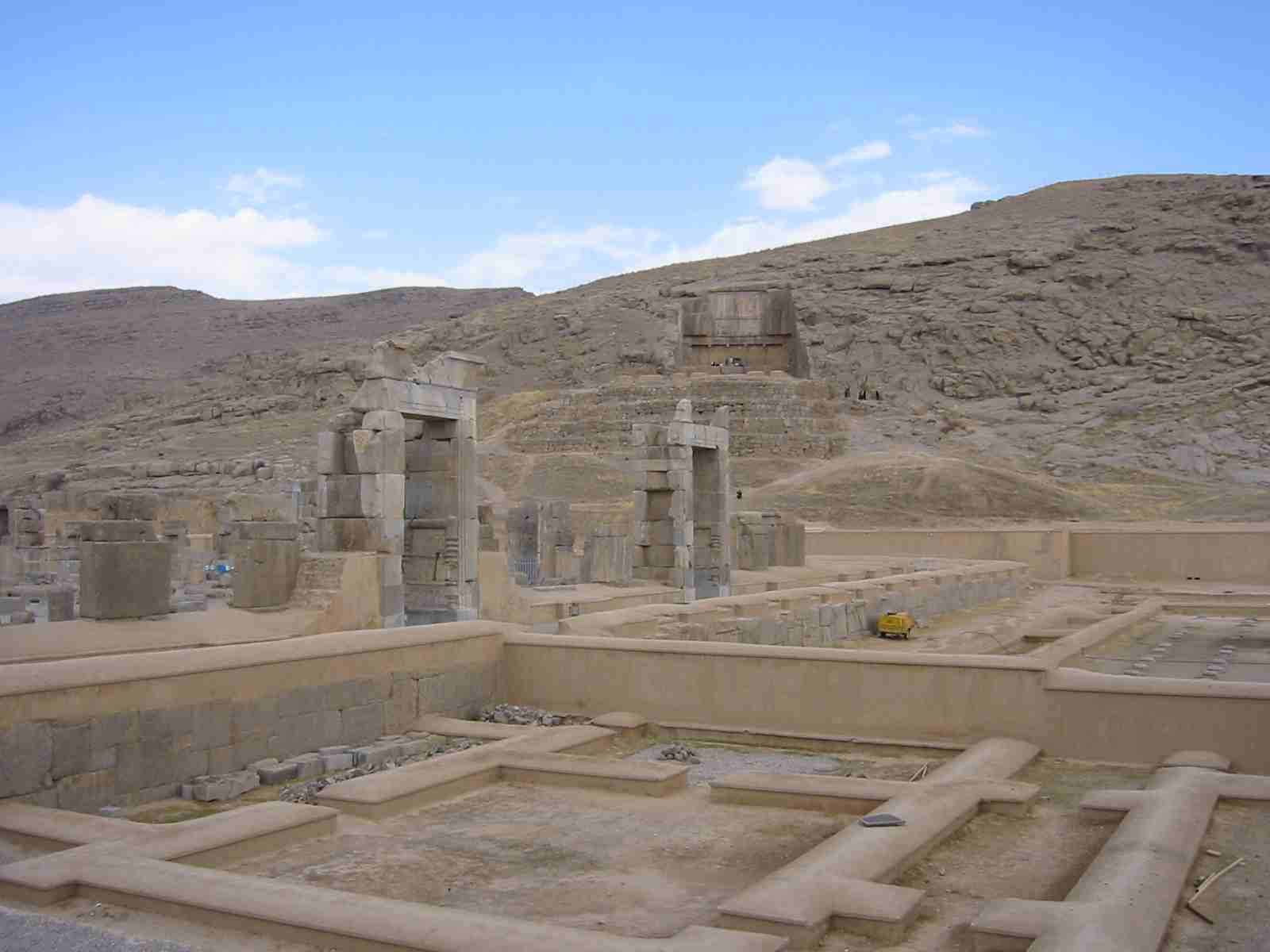
Een blik op Persepolis, de stad die Darius stichtte als hoofdstad van het Perzische Rijk

Darius de Grote (Perzisch: داریوش, Dâriûsh, Oud-Perzisch: 𐎭𐎠𐎼𐎹𐎺𐎢𐏁 Darayavaush, Oudgrieks Δαρεῖος, Dareios), zoon van Hystaspes, was van 522 v.Chr. tot 485 v.Chr. koning (sjah) van het Perzische Rijk, uit het huis der Achaemeniden, opvolger van Cambyses II.

## Staatsgreep
Darius was de zoon van Hystaspes. Hij beweerde familie te zijn van Cyrus II de Grote, de stichter van het Perzische Rijk. Er bestaat twijfel over Darius' relatie tot laatstgenoemde, maar Darius behoorde zeker tot het huis der Achaemeniden.
Wanneer Cambyses II in maart van het jaar 522 v.Chr. onder voor ons onduidelijke omstandigheden om het leven komt, kan Gaumata, die zich als Smerdis voordoet, de troon opeisen, omdat hij de zoon van Cyrus II zou zijn, die ook Smerdis heette. Darius beweerde met de hulp van Ahura Mazda Smerdis als usurpator te hebben verslagen. Het is onduidelijk hoe legitiem Gaumata's heerschappij was, hoe het ook zij, Darius regeerde vanaf september 521 v.Chr.
Darius werd bij zijn coup, zijn contracoup door zes Perzische edelen geholpen: Otanes, Intaphernes, Gobryas, Megabyzus, Aspathines en Hydarnes. Volgens een inscriptie van Darius uit Susa waren zijn vader, Hystaspes en zelfs zijn grootvader Arsames op het moment van zijn staatsgreep nog in leven. Hoewel zij ouder waren en volgens sommige oosterse rechtssystemen méér aanspraak hadden op de troon, kregen zij die niet. Wel moet opgemerkt worden dat Darius, na de dood van Smerdis, met diens weduwe Atossa huwde, wellicht om zijn greep op de troon te versterken. Atossa werd de moeder van Xerxes I, de opvolger van Darius.
De dubbele staatsgreep deed een ware schokgolf door het rijk gaan: een aantal oostelijke rijksdelen begon een opstand tegen de Perzische overheersing. Deze revolte trof onder meer Susiana, Babylonië, de Meden, Sagartië en Margu. Zelfs in Perzië zelf, de thuisbasis van Darius, was er een opstandeling, Vahyazdata, die het voorbeeld van Smerdis overnam en zich voor het volk voordeed als de echte troonopvolger. Darius voerde weliswaar het bevel over het koninklijke leger van Cambyses, dat bestond uit Perzen en Meden, maar alleen door de kwaliteit van ook andere veldheren kon hij alle opstanden neerslaan. Het centrale gezag kon pas in april van 520 v.Chr. worden hersteld.

## Regering
Tijdens zijn regering zou blijken dat Darius een goede bestuurder en organisator was. De tijd dat het Achaemenidische rijk veroverde en uitbreidde was voorbij: de oorlogen die Darius ondernam waren alleen bedoeld om zijn rijk natuurlijke grenzen te geven, net zoals we dat zien bij de Romeinse keizer Augustus. Deze grenzen konden dan gemakkelijk verdedigd worden tegen de invallen van rondtrekkende volkeren. Zo voerde hij oorlog tegen de landen om de Zwarte Zee en tegen Armenië om de grens van het rijk op de Kaukasus te laten lopen.
Op bestuursvlak bleek hij een waardige opvolger te zijn van Cyrus II de Grote: de organisatie van zijn rijk en het vastleggen van de tributen die overwonnen volkeren hem elk jaar moesten brengen worden beschreven door Herodotus, Historiën, 3.90. Darius verdeelde het Perzische Rijk in ruwweg twintig provincies of satrapieën, met elk een gouverneur of Satraap aan het hoofd. Deze functie was erfelijk en was grotendeels autonoom, zodat elke regio zijn eigen wetten, tradities en uitvoerende macht kon hebben, zonder dat de Perzen zich daarbij te veel moeiden. Toch moest elke satrapie elk jaar een tribuut in de vorm van goud, zilver of luxeproducten brengen.
Er is wel aangenomen dat Darius, die in zijn inscripties vaak de hulp van de oppergod Ahuramazda aanroept, monotheïst zou zijn geweest, of althans de vele goden van de oude wereld zou hebben kunnen beschouwen als manifestaties van één opperwezen. Hij zou zelfs een aanhanger van de profeet Zarathustra zijn geweest, maar hierover is toch wel enige twijfel mogelijk.
Hij trachtte tegelijkertijd de gunst van zijn onderdanen te winnen en gaf ze de religieuze vrijheid: hij stond de Joden toe om de Joodse tempel te bouwen, hij gaf daar zelfs geld voor. In het Oude Egypte verscheen zijn naam op de tempels die hij bouwde in Memphis, Edfu en de Grote Oase, Fajoem. Hij verplaatste de hogepriester van Saïs, Tzahor, naar Susa en gaf hem de absolute macht om het ‘huis van het leven’, de grote medische school in Sais, te reorganiseren.

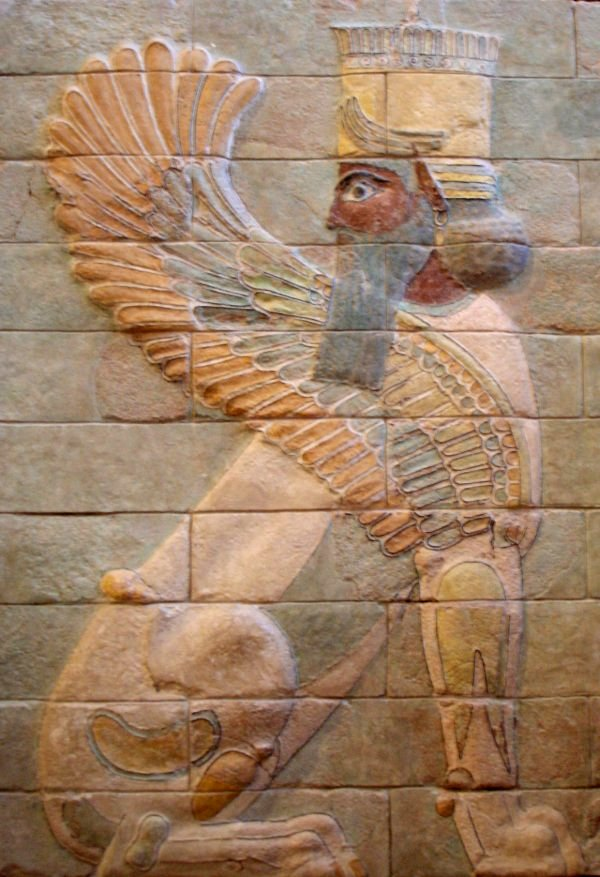
Gevleugelde sphinx van het paleis van Darius in Susa

Hij wordt in de Egyptische traditie als een van de grootste weldoeners en wetgevers beschouwd, die het land ooit heeft gehad. Hij gedroeg zich op diezelfde manier ten opzichte van de Grieken en de Griekse heiligdommen. Hij verleende bijvoorbeeld de vrijheid van belastingen aan het heiligdom van Apollo. Hierdoor kozen alle Griekse orakels in Anatolië en Europa tijdens de Perzische Oorlogen de kant van Darius. Zij probeerden de Grieken ervan te overtuigen om geen verzet te bieden, maar tevergeefs.
Darius staat ook bekend om de introductie van een muntstelsel gebaseerd op de Dareik, voor goudstuk. In theorie zou dit overal in het rijk geldig moeten zijn, maar munten die uit die tijd zijn gevonden, bevestigen dat die vooral in de westelijke satrapieën circuleerde. Om het transport van de belastingopbrengsten te vergemakkelijken en om de vergelegen delen van zijn rijk met elkaar te verbinden, liet hij een wegennet aanleggen dat qua schaal tot de grootste projecten van de antieke wereld behoorde. 
Darius wilde vermoedelijk de handel in zijn rijk stimuleren. Daarvoor stuurde hij bijvoorbeeld ook de Karische bevelhebber Scylax op een expeditie naar Kabul en langs de Indus. Deze expeditie verkende de Indische Oceaan van de monding van de Indus tot Suez, in Egypte. Daar liet Darius een kanaal van de Nijl tot de Rode Zee graven, zodat Perzische handelaars van de Persis tot in de Middellandse Zee konden varen. Door het  kanaal werd het mogelijk een betrekking met Carthago te onderhouden en kon hij de kust van Sicilië en Italië verkennen. In 515 v.Chr. kwam hij tot de invasie van de Indusvallei en maakte dit tot de twintigste satrapie van het Perzische Rijk.
Darius ondernam rond 514 v.Chr. een veldtocht tegen de Scythen, een nomadenvolk dat ten noorden van het Perzische Rijk woonde. Een groot leger stak de Bosporus over, onderwierp het oosten van Thracië en stak de Donau over. De reden van deze veldtocht was waarschijnlijk het aanvallen van de nomadenvolkeren, om zo een vrede te forceren op de noordelijke grens van het rijk. Dit was gebaseerd op een verkeerd geografische denkbeeld. De Perzen dachten dat hun rijk als het ware rond de Zwarte Zee en de Kaspische Zee was gekruld en dat ze zo, door de Zwarte Zee te blijven volgen, vrij snel terug op Perzisch grondgebied zouden zijn. Een veldtocht die was ondernomen op deze grond, kon slechts falen: na enkele weken door vlaktes van het huidige Oekraïne te hebben rondgetrokken, keerde de expeditie terug. Darius bereikte volgens Herodotus zelfs de Wolga.
Hoewel het Europese deel van Griekenland zich zeer betrokken voelde bij de kust van Anatolië en bevolkingsgroepen van nog vrije staten van Griekenland voortdurend Darius' hulp inriepen, bemoeide Darius zich weinig met de Grieken. De Griekse steden in Ionië en vooral Milete, zagen hun handel echter ineenkrimpen en ontketenden een opstand. Hoewel deze opstand aanvankelijk succes had, werd zij later door Darius de kop ingedrukt. Athene en Eretria hadden de opstand gesteund en daarom voelde Darius zich gedwongen een strafexpeditie daarheen te sturen. Deze zou de geschiedenis ingaan als de Eerste Perzische Oorlog. Een eerste poging in 492 v.Chr. faalde toen de vloot in een storm bij Oros Athos verging, terwijl het leger dat door Datis en Artaphernes in 490 v.Chr. werd uitgestuurd om in Athene de pro-Perzische tiran Hippias aan de macht te brengen, in de slag bij Marathon werd verslagen.
Nog voor Darius een derde expeditie kon sturen, brak er in 486 v.Chr. een opstand in Egypte uit. Darius stierf het jaar daarna, in oktober 485 v.Chr., na 36 jaar lang koning te zijn geweest. Hij liet de strafexpeditie aan Xerxes I over, zijn zoon en opvolger.

## Hebreeuwse Bijbel
Darius wordt ook verschillende keren vermeld in de Hebreeuwse Bijbel, namelijk in Ezra, Nehemia, Haggai, Daniël en Zacharia. In de meeste gevallen is het een aanduiding in welk regeringsjaar van Darius iets plaatsvond. In Ezra 5-6 staat het verhaal dat bij de herbouw van de Joodse tempel de gouverneur van de provincie Trans-Eufraat wilde weten wie bevel had gegeven tot deze herbouw. Toen de Joden antwoordden dat koning Cyrus van Babylonië dit bevel had gegeven, schreef de gouverneur aan Darius het verzoek in de koninklijke archieven te controleren of dit inderdaad het geval was. Dit bleek inderdaad het geval, zodat de herbouw kon doorgaan.

## Voetnoten
1. ↑  De bronnen achter het relaas van Herodotus worden behandeld in verschillende hoofdstukken van Brills Companion to Herodotus (2002). Voor Ctesias, zie bijvoorbeeld Jan P. Stronk, "Ctesias of Cnidus, a Reappraisal" in: Mnemosyne 60 (2007) 25-58.
2. ↑  Herodotus in zijn Historiën
3. ↑  Zo liet Belsazar na zijn staatsgreep in Babylonië zijn vader Nabonidus koning worden.
4. ↑  Tot degenen die Darius' Zoroastrisme voor feit aannemen, behoorde onder meer Mary Boyce, tot degenen die twijfel koesterden, Heleen Sancisi-Weerdenburg.